# Haidberg (Gemeinde Munderfing)
Haidberg ist eine Siedlung der Gemeinde Munderfing in Oberösterreich (Bezirk Braunau am Inn). Die Ortschaft hat 143 Einwohner (Stand 1. Jänner 2024).

## Geographie
Haidberg liegt im Nordwesten der Gemeinde Munderfing bzw. im Westen der gleichnamigen Katastralgemeinde, nahe der Gemeindegrenze zu Jeging. Vom Zentrum der Gemeinde erreicht man die Ortschaft über die Schulstraße. Die Siedlung liegt südlich der Verlängerung der Schulstraße und wird durch vier nach Südosten abzweigende Straßen erschlossen. Benachbarte Ortschaften sind Munderfing im Süden, Westen und Norden, Pfaffing im Nordosten und Waldegg (Gemeinde Jeging) im Osten.
Für Haidberg wurden 2001 insgesamt 41 Gebäude gezählt, wobei 39 Gebäude über einen Hauptwohnsitz verfügten und 61 Wohnungen bzw. 59 Haushalte bestanden. In der Ortschaft bestand jeweils eine land- und forstwirtschaftliche Betriebsstätte bzw. sonstige Arbeitsstätte.

## Geschichte und Bevölkerung
Nach dem Zweiten Weltkrieg siedelten sich in der Gemeinde Munderfing rund 500 geflüchtete Volksdeutsche an. Sie stammten zu rund 95 Prozent aus Siebenbürgen, insbesondere aus Mettersdorf sowie den Dörfern Felldorf, Senndorf und Deutsch-Zeppling. Hinzu kamen einige Banater Schwaben und Jugoslawiendeutsche. Sie lebten zunächst in Notunterkünften und Barackensiedlungen und schufen in der Folge die Siedlungen Haidberg und Hölling. Im Zuge der Einbürgerungsfeier am 27. September 1959 wurde die Siedlung am Haidberg in Siebenbürger Siedlung benannt, die Adressen lauteten jedoch noch auf Munderfing. Erst mit 27. Februar 1989 wurde die Siedlung in Haidberg umbenannt.